# Det finns ett hem
Det finns ett hem är en psalmtext av Carl Boberg i den frikyrkliga traditionen med 'hemlandssånger'. Dessa sånger har inget gemnesamt med fosterländska lovsånger eller nationalsånger. I 'hemlandssångerna' sjungs det om längtan till livet efter döden. Bort från jordiska livets elände, synder och nöd, hem till himmelriket och fadern, Gud, hans son, Jesus, och alla andra trogana kristna som 'gått hem' innan man själv kommit 'hem'. Det är en frikyrklig tradition, som i denna psalm avspeglas redan i den första radens text. Denna psalm har fem 4-radiga verser och varje vers avslutas med Mitt hem är där, mitt hem är där.
Då Carl Boberg avled först 1940 gäller hans upphovsrätt till år 2010 innan texten fritt kan publiceras.

## Publicerad som
- Nr 259 i Svensk söndagsskolsångbok 1908 under rubriken "Hemlandssånger".
- Nr 243 i Lilla Psalmisten 1909 under rubriken "Hemlandssånger".
- Nr 445 i Svenska Missionsförbundets sångbok 1920 under rubriken "Hemlandssånger".
- Nr 196 i Svensk söndagsskolsångbok 1929 under rubriken "Hemlandssånger".
- Nr 452 i Frälsningsarméns sångbok 1929 under rubriken "De yttersta tingen och himmelen"
- Nr 144 i Segertoner 1930
- Nr 144 i Segertoner 1960